# Азовський драгунський полк
Азо́вський драгу́нський по́лк (рос. Азовский драгунский полк) — у 1706—1771 роках драгунський полк в московській і російській арміях. Сформований у Москві 1706 року як Драгунський полк думного дяка Автомона Іванова з рекрутів південних українських міст. Наступного року перейменований на Азовський. Брав участь у Великій Північній війні, зокрема у Полтавській битві (1709) і Прутському поході (1711); російсько-турецькій війні (1735—1739), зокрема, у Кримському поході (1737). Розпущений для створення легких польових команд Оренбурзької і Сибірської ліній.

## Назва
- 1706: Драгунський полк думного дяка Автомона Іванова (рос. Драгунский думного дьяка Автомона Иванова).
- 1706 — 1727, 1727 — 1771: Азовський драгунський полк[1].
- 1727: 3-й Шацький драгунський полк (рос. 3-й Шацкий драгунский полк)[1].

## Прапор і герб
- 1712 року полк отримав прапори із золотою бахромою: один білий із вензелем імператора Петра І, для першої роти полку, а іншим ротам — із жовтими і червоними смугами, із зображенням у верхньому кутку, біля древка, російського герба Азова — золотих двох, навхрест покладених, риб, а над ними півмісяць і хрест[2].
- 1728 року встановлено, що ротні прапори в полку будуть лазурового кольору[3].
- 08 березня 1730 року полку присвоєно герб: в золотому щиті на блакитному полі дві, навхрест покладені, білі риби і над ними срібний місяць і хрест[2].
- 1732 року полку видали на виготовлення кольорових прапорів червону камку[4].

## Історія
- Полк сформовано на початку 1706 р  в Москві як Драгунський полк підполковника Автонома Івановича Іванова із різночинців низових українських міст і рекрутів. У складі 2-х рот[5][1].
- Від жовтня 1706 року перейменований на Азовський драгунський полк[1].
- 27 січня 1709 року гренадерська рота відокремлена від Азовського драгунського полку. Вона увійшла до складу Зведеного гренадерського Драгунського полку Г.А. Кропотова[6].
- Полк брав участь у Великій Північній війні, зокрема у Полтавській битві (1709) і Прутському поході (1711).
- 1712 року полк отримав прапори із вензелями Петра І і російським гербом Азова.
- Від 16 лютого по 6 листопада 1727 року полк тимчасово носив іншу назву: 3-й Шацкий драгунский полк[1].
- 8 березня 1730 року полк отримав герб на основі російського герба Азова.
- У 1735—1739 роках полк був мобілізований для участі у російсько-турецькій війні. Зокрема, він брав участь у Кримському поході 1737 року, а 1738—1739 роках займався охороною російських кородонів в Південній Україні.
- 5 жовтня 1743 року полк отримав квартири у Шацькій губернії (Тамбовщина)[7].
- 30 березня 1756 року оновлено штат полку. Він складався із 2 гренадерських і 10 драгунських рот з артилерійською командою[1].
- 14 січня 1763 року оновлено штат полку. Він складався із 5 ескадронів, по 2 роти кожен[8].
- 11 січя 1765 року полк отримав квартири в місті Казань[9].
- На 1766 рік полк увійшов до складу Сибірського корпусу й був розквартирований у фортецісвятих Петра і Павла[10].
- 31 серпня 1771 року полк розформували і обернули на складання Легких польових команд[11].

## Уніформа
- 1764 року чини полку отримали еполети плетені з білого, жовтого і малинового гарусу[12].

## Шефи
- 1738: Дітріх фон Кейзерлінг, підполковник.